# Lengwe-Nationalpark

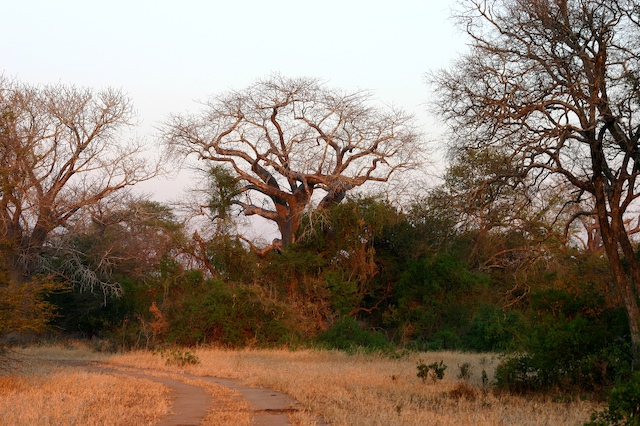
Landschaft im Lengwe-Nationalpark

Der Lengwe-Nationalpark ist eines der kleineren Tierschutzgebiete in Malawi bei Chikwawa.
Er umfasst im Wesentlichen flache Grassavannen mit Antilopen (Nyala, Buschbock, Kudu, Hartebeest, Impala), Büffeln, Leoparden und Löwen. Der seit 1970 bestehende Park ist zwar mit befahrbaren Feldwegen durchzogen, doch touristisch nicht erschlossen. In der Regenzeit ist der Lengwe-Nationalpark geschlossen, denn der weiche, schlammige Boden ist für Autos ungeeignet.